# 257 (tal)
257 är det naturliga talet som följer 256 och som följs av 258.

## Inom vetenskapen
- 257 Silesia, en asteroid.

## Inom matematiken
- 257 är ett udda tal.
- 257 är ett primtal.
- 257 är ett fermattal.
- 257 är ett Prothtal.
- 257 är ett palindromtal i det binära talsystemet.
- 257 är ett palindromtal i det kvarternära talsystemet.